# Porricondyla ramadei
Porricondyla ramadei är en tvåvingeart som beskrevs av Thomas 1981. Porricondyla ramadei ingår i släktet Porricondyla och familjen gallmyggor.
Artens utbredningsområde är Frankrike. Inga underarter finns listade i Catalogue of Life.